# George Meredith
George Meredith (ur. 12 lutego 1828 w Portsmouth, zm. 18 maja 1909 w Box Hill w hrabstwie Surrey) – angielski powieściopisarz i poeta.

## Dzieła

### Powieści
- The Shaving of Shagpat (1856)
- Farina (1857)
- The Ordeal of Richard Feverel (1859)
- Evan Harrington (1861)
- Emilia in England (1864), ponownie opublikowana jako Sandra Belloni (1887)
- Rhoda Fleming (1865)
- Vittoria (1867)
- The Adventures of Harry Richmond (1871)
- Beauchamp's Career (1875)
- The House on the Beach (1877)
- The Case of General Ople and Lady Camper (1877)
- The Tale of Chloe (1879)
- The Egoist (1879)
- The Tragic Comedians (1880)
- Diana of the Crossways (1885)
- One of our Conquerors (1891)
- Lord Ormont and his Aminta (1894)
- The Amazing Marriage (1895)
- Celt and Saxon (1910)

### Poezja
- Poems (1851)
- Modern Love (1862)
- Poems and Lyrics of the Joy of Earth (1883)
- The Woods of Westermain (1883)
- A Faith on Trial (1885)
- Ballads and Poems of Tragic Life (1887)
- A Reading of Earth (1888)
- The Empty Purse (1892)
- Odes in Contribution to the Song of French History (1898)
- A Reading of Life (1901)
- Last Poems (1909)